# Estany del Bergús
|  | Per a altres significats, vegeu «Bergús (desambiguació)». |

L'Estany del Bergús és un llac que es troba en el terme municipal d'Espot, a la comarca del Pallars Sobirà, i dins del Parc Nacional d'Aigüestortes i Estany de Sant Maurici.	

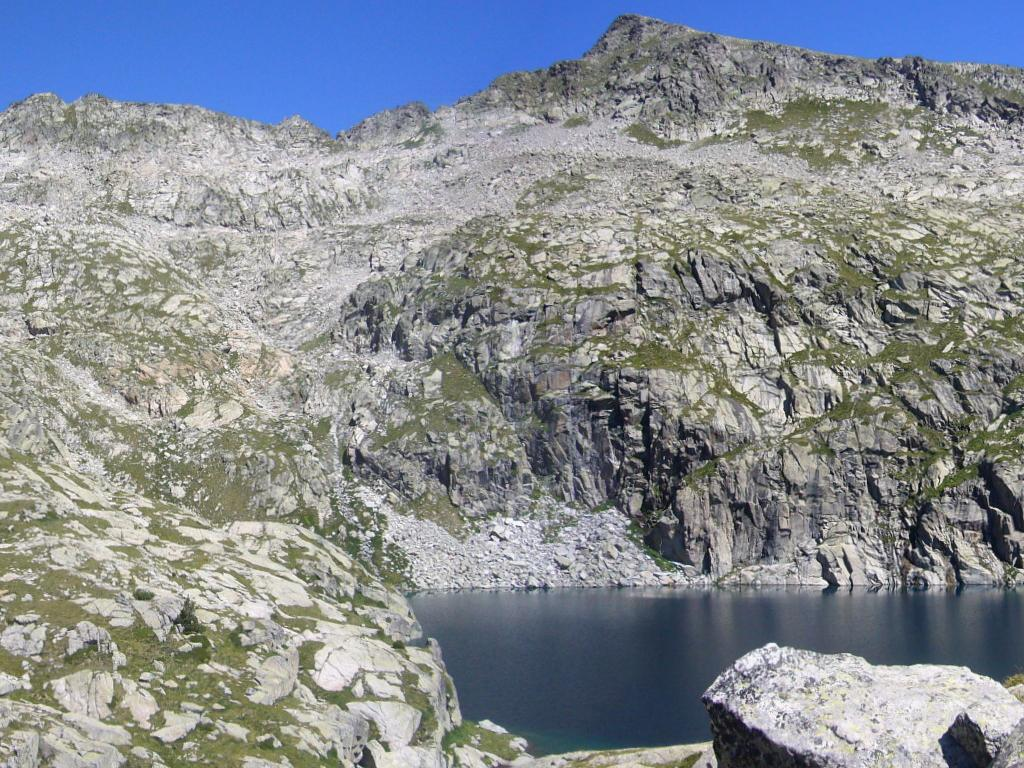
Pic del Bergús i Portau de Colomèrs vistos des de l'Estanys del Bergús.

El nom «pot provenir del ribagorçà i aranès bergàs, que designa un aprés, lloc destinat a munyir el bestiar».
El llac, d'origen glacial, està situat a 2.444 metres d'altitud, al mig de Colomers d'Espot. Té 6,3 hectàrees de superfície i 49 metres de fondària màxima. Rep les aportacions dels Estanys Gelats a l'oest, i del rosari d'estanyets que s'estenen al seu nord i ponent; desaigua cap al sud, cap a les Pales d'Estany Redó.

## Rutes[4]
El camí, que des de l'Estany Llong puja a l'Estany Redó, és el punt d'entrada natural a Colomers d'Espot; voreja la riba esquerra de l'estany i puja les pales orientals, direcció nord-est, fins a arribar al camí que horitzontalment uneix el Portarró d'Espot i l'Estany del Bergús.